# Philander C. Knox
Philander Chase Knox (født 6. maj 1853, død 12. oktober 1921) var en amerikansk advokat og politiker, der var sit lands 40. udenrigsminister. Han besad posten under William H. Tafts præsidentperiode, fra 6. marts 1909 til 5. marts 1913. 
I to omgange, fra 1904 til 1909 og fra 1917 til 1921, var han desuden medlem af USA's senat for sin hjemstat Pennsylvania.